# Eric John Holmyard
Eric John Holmyard (1891-1959) est un enseignant anglais du Clifton College, spécialisé en histoire des sciences. 

## Biographie
Ses recherches universitaires ont porté sur l'histoire de l'Alchimie, et en particulier dans sa relation privilégiée avec la science islamique. Il a traduit des textes depuis le latin et l'arabe, et a étudié extensivement les écrits de Geber. Il est à l'origine, avec D. C. Mandeville, de la réattribution à Avicenne du texte alchimique De Mineralibus.
Comme auteur de manuel, il a été pionnier dans l'approche historique de l'enseignement de la science. « His historicized science books were an enormous and long-term commercial success, with Elementary Chemistry (1925) alone selling half-a-million copies by 1960. »
Il a eu comme étudiant Nevill Mott et Charles Coulson à Clifton, mais son influence scientifique sur leurs travaux a été faible et même négative dans le cas de Coulson.